# Stella Maris (novela)
Stella Maris es una novela de 2022 del escritor estadounidense Cormac McCarthy que se publicó el 6 de diciembre de 2022.  Es una obra complementaria de El pasajero.  Fue el último libro publicado antes de su muerte el 13 de junio de 2023. 

## Trama
La novela comienza con breve carta del sanatorio y hogar de ancianos ficticio Stella Maris (llamado así por la invocación de María) en Black River Falls, Wisconsin, fechada el 27 de octubre de 1972. Informa que Alicia Western, una “mujer blanca judía de veinte años”, ingresó en Stella Maris hace seis días por tercera vez en su vida. Al parecer llegó en autobús y sin equipaje, pero llevaba en una bolsa de plástico más de cuarenta mil dólares para su tratamiento. Alicia, que prefiere llamarse Alice, es una estudiante de posgrado en matemáticas de la Universidad de Chicago a la que le diagnosticaron esquizofrenia paranoide y alucinaciones visuales y auditivas de larga duración.
El resto de la novela consta de un total de siete sesiones psiquiátricas entre Alicia Western y el doctor Cohen, un psiquiatra y padre de familia de 42 años que trabaja en Stella Maris. El texto aparentemente consiste exclusivamente en diálogos transcritos entre el Dr. Cohen y Alicia Western.
Las conversaciones cubren temas como matemáticas, filosofía, teoría musical y física. Entre los mencionados y a veces discutidos en las conversaciones se encuentran Alexander Grothendieck (con quien Alicia trabajó una vez), Kurt Gödel, Richard Feynman, George Berkeley, Ludwig Wittgenstein, Bertrand Russell, Sigmund Freud, Carl Gustav Jung, Richard von Krafft-Ebing, Immanuel Kant, Platón, Oswald Spengler y Johann Sebastian Bach. Alicia ha abandonado las matemáticas porque tiene dudas sobre sus fundamentos y porque no ha respondido a las preguntas sobre la naturaleza del universo y la existencia humana que la atormentan desde la infancia.
Alicia es hija de participantes delProyecto Manhattan, la madre estuvo enferma mental durante mucho tiempo y el padre mayoritariamente ausente. Ambos murieron de cáncer. Además, Alicia informa sobre su abuela, que está muy preocupada por ella, y especialmente por su hermano mayor Bobby, físico y piloto de carreras (el personaje principal de la novela adjunta El pasajero ). Según sus propias declaraciones, Alicia le confesó su amor -incluido el sexual- a su hermano cuando tenía catorce años e incluso lo besó una vez, pero rechazó el incesto. Según ella, él es la única persona que ha amado. Alicia informa que su hermano está en coma en una clínica en Europa después de un accidente de carrera (sin embargo, en El pasajero, que tiene lugar unos años después de Stella Maris, Bobby está vivo e informa sobre el posterior suicidio de Alicia).
Alicia le narra al psiquiatra sus deseos de inexistencia y sus planes suicidas, como hundirse en las profundidades de un lago o dejarse comer por animales salvajes en los bosques de Rumanía, para no ser encontrada ni identificada nunca más. Las conversaciones también involucran a varias criaturas, como un enano, que supuestamente visitan a Alicia y son diagnosticados por los psiquiatras como alucinaciones. La dinámica de las conversaciones entre Cohen y Alicia es cambiante. Él está fascinado por la paciente altamente inteligente, mientras que ella a veces intenta interrogar al psiquiatra sobre su vida. A menudo no sabe si creer sus historias. Sin embargo, hacia el final de la novela, ella le confía el secreto de su amor incestuoso por su hermano y le pide poder tomarle la mano, "porque eso es lo que hace la gente cuando espera que algo termine". 

## Desarrollo
En una entrevista de 2009, McCarthy dijo que había estado "planeando escribir sobre una mujer durante 50 años".  McCarthy informó en una entrevista de 2015 que estaba trabajando en una novela ambientada en Nueva Orleans en la década de 1980. Se trataría de una brillante matemática y violinista de 20 años que se encuentra internada en un hospital psiquiátrico porque padece esquizofrenia. Se suponía que su hermano contaría la historia en retrospectiva, siete años después de su muerte. Luego, la idea de la trama se dividió en las novelas El pasajero y Stella Maris. 

## Publicación
Anunciada en marzo de 2022,  Stella Maris fue publicada por Knopf el 6 de diciembre de 2022,  un mes después de su novela complementaria El pasajero . 

## Recepción
Dwight Garner escribió en The New York Times que El pasajero y Stella Maris son la obra extraordinariamente audaz de un escritor de casi 90 años. Sin embargo, su inusual intento de Stella Maris de crear una novela puramente a partir de transcripciones de varias sesiones de terapia solo funcionó parcialmente. Stella Maris es más conmovedora si se ha leído recientemente El pasajero, más notable, porque profundiza su impacto. Stella Maris es una “novela pequeña y elegíaca” de temática oscura y muchas ideas. 
Beejay Wilcox criticó en The Guardian que el nihilismo de McCarthy en Stella Maris ya no parecía "atrevido" como antes, sino simplemente "banal". Alicia es otro ejemplo de cómo a la obra de McCarthy no le gustan los personajes femeninos. El personaje de Alicia parece sin vida y, con sus numerosas patologías, como un “basurero” que McCarthy utiliza para expresar sus ideas sobre el universo que ha ido recopilando durante 80 años. 
Para Thomas J. Millay en Los Angeles Review of Books, considera que son las muchas complejidades que definen el carácter de Alicia las que hacen del libro de McCarthy una "obra literaria genuina". Explica que Alicia, a quien su hermano atrajo con absoluta admiración en El pasajero, aparece en Stella Maris como una personalidad brillante pero también falible. Con Stella Maris, McCarthy crea una “tragedia matemática” y una conexión entre “el conocimiento matemático y la existencia humana”. Con este libro logró hablar y reflexionatr sobre los matemáticos y físicos del siglo XX que admiraba.
En el SZ, Felix Stephan comparó a Stella Maris con El pasajero: “Es posiblemente el más interesante de los dos libros porque Cormac McCarthy se ha liberado de las limitaciones narrativas y lo único que queda es puro existencialismo. " Porque Stella Maris se compone prácticamente sólo de diálogo y no es narrativa, es “más ligera, más libre y más divertida”. La novela se acerca más a “los límites de (...) lo que  puede conocer que cualquier otra novela de este año”. 
Para Miriam Zeh de Deutschlandfunk Kultur, las dos últimas obras de McCarthy son una “renuncia a cualquier complacencia”: “Son tan apocalípticas como siempre. Pero ni de lejos son sus mejores libros”. En algunos casos, el autor está “demasiado profundo en el tema” y los lectores difícilmente podrían comprender las teorías matemáticas y físicas con solo unas pocas palabras clave. Sin embargo, la observación de Adorno sobre el estilo de la última obra de Beethoven puede aplicarse aquí a los escritos de McCarthy, de 89 años: "la mano maestra" libera "las masas de material que formó previamente" y "grietas y fisuras" son su última obra. 
Según Christoph Schröder en Deutschlandfunk, "los grandes temas americanos del siglo XX" serían retomados en Stella Maris, especialmente "la bomba atómica, para McCarthy la caída en desgracia del siglo XX". No hay nada patético ni moral en las novelas entre hermanos. Schröder enfatiza además “un tremendo sentido del tono”: McCarthy tiene “un lenguaje para el horror del mundo experimentado visual y hápticamente y un sensorio inagotable para la belleza de la naturaleza. En el medio, y esto no es una contradicción, los humanos se mueven como la cosa más cruel que la naturaleza haya producido jamás.” 